# Festival di Sanremo 1978
Il ventottesimo Festival di Sanremo si svolse al teatro Ariston di Sanremo dal 26 al 28 gennaio 1978 con la conduzione di Maria Giovanna Elmi (alla seconda conduzione consecutiva), affiancata da Stefania Casini, Beppe Grillo e Vittorio Salvetti, quest'ultimo anche organizzatore di tale edizione della manifestazione.
La direzione musicale venne affidata per la prima volta ad El Pasador.
Facendo riferimento ai titoli di testa della manifestazione (riferimento sicuramente ufficiale) la cosa sembrerebbe confermata. Secondo i titoli di testa, Salvetti è qualificato quale organizzatore dell'evento mentre, dopo l'indicazione «XXVIII Festival della Canzone Italiana» segue la dicitura «con Stefania Casini e Beppe Grillo». Dopo tale indicazione, i titoli di testa proseguono riportando la dicitura «presenta: Maria Giovanna Elmi» la quale, infatti, si occupò di aprire le tre serate della manifestazione con una presentazione generale dell'evento e del regolamento, e delle canzoni in gara. La regia fu affidata ad Antonio Moretti.
Sembrerebbe dunque la prima volta che una donna sia la presentatrice principale del Festival, dopo l'esperienza a due di Lilli Lembo e Giuliana Calandra nel 1961 (anche se la Calandra fu sostituita nella serata finale da Alberto Lionello). Nella pratica, però, la maggior parte del Festival fu presentata dallo stesso patron Salvetti, il quale annunciò i vari cantanti in gara e comunicò la totalità dei risultati delle giurie preposte alle votazioni, mentre Stefania Casini si occupò principalmente di interviste a personaggi famosi seduti tra il pubblico, a Beppe Grillo furono affidati i monologhi comici, e infine Maria Giovanna Elmi si limitò ad aprire tutte le serate con una presentazione generale della manifestazione e del regolamento nonché a introdurre le esibizioni degli ospiti stranieri (in realtà era Mike Bongiorno quello atteso per presentare questi ultimi, ma fu bloccato alcune ore dal maltempo e non riuscì a raggiungere Sanremo in tempo per la diretta); la prima vera conduzione femminile principale della kermesse canora sarà quella di Loretta Goggi nel 1986.
Salvetti condusse il Festival seduto, da una postazione accanto al contatore dei voti (sul lato destro del palco).
Questa edizione fu contraddistinta anche da numerosi problemi di natura tecnica che si ebbero spesso sia sul palco che al sistema audio.
Per la prima ed unica volta nella storia della manifestazione, le prime due serate non vennero mandate in onda in TV e nemmeno alla radio, che trasmisero solo la serata finale.
Nella serata del 26 i cantanti in gara presentarono il loro brano, senza eliminazioni o votazioni nel corso di Sanremo Anteprima condotto dalla Casini; nella stessa serata Grace Jones registrò un mini concerto di quattro brani, mandato in onda dalla Rai qualche mese dopo. La serata del 27 venne utilizzata invece per il Galà delle nazioni, anch'esso introdotto dalla Elmi, che poi lasciò il palco ai cantanti che si succedettero uno di seguito all'altro senza ulteriori presentazioni.
A suscitare scalpore fu la giovane esordiente Anna Oxa, per via del suo look subito etichettato come punk, suggeritole dal suo scopritore Ivan Cattaneo: la sedicenne venne eletta da alcuni giornali a simbolo di quella gioventù traumatizzata dallo squallore di una società decadente, e da Alberto Bevilacqua come il personaggio stereotipato presente in ogni centro italiano, però carente dal punto di vista vocale.
La canzone vincitrice di quest'edizione, ...e dirsi ciao dei Matia Bazar, così come le altre che completarono il podio, la seconda classificata Un'emozione da poco di Anna Oxa e la terza Gianna di Rino Gaetano (che fu la prima canzone in assoluto nella storia della manifestazione a contenere nel testo la parola "sesso"), ebbero tutte un ottimo riscontro di vendite, sia in Italia sia all'estero (tutte e tre riuscirono a conquistare il primo posto in hit parade).

## Partecipanti

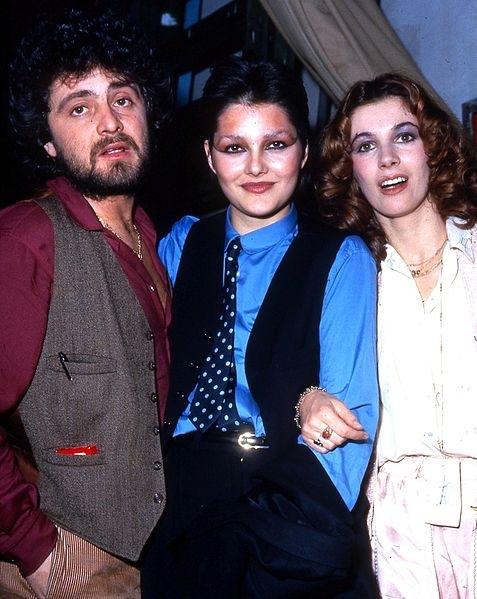
La sedicenne Anna Oxa, esordiente e seconda classificata con Un'emozione da poco, tra i conduttori Beppe Grillo e Stefania Casini.

| Interprete                | Ultime partecipazioni al Festival |
| ------------------------- | --------------------------------- |
| Anna Oxa                  | Esordiente                        |
| Anselmo Genovese          | Esordiente                        |
| Beans                     | Esordienti                        |
| Ciro Sebastianelli        | Esordiente                        |
| Daniel Sentacruz Ensemble | 1976                              |
| Donato Ciletti            | 1976 (come membro de I Profeti)   |
| Dora Moroni               | Esordiente                        |
| Laura Luca                | Esordiente                        |
| Marco Ferradini           | Esordiente                        |
| Matia Bazar               | 1977                              |
| Rino Gaetano              | Esordiente                        |
| Roberto Carrino           | Esordiente                        |
| Santino Rocchetti         | 1977                              |
| Schola Cantorum           | Esordienti                        |

## Classifica, canzoni e cantanti

Il cantautore Rino Gaetano, terzo classificato con Gianna.

Dora Moroni mentre canta Ora

Anna Oxa mentre canta Un'emozione da poco

I Matia Bazar in posa dopo la vittoria

| Posizione | Interprete                | Canzone               | Autori                                                      | Voti ricevuti |
| --------- | ------------------------- | --------------------- | ----------------------------------------------------------- | ------------- |
| 1º        | Matia Bazar               | ...e dirsi ciao       | G. Golzi, A. Stellita, P. Cassano, C. Marrale e A. Ruggiero | 34            |
| 2º        | Anna Oxa                  | Un'emozione da poco   | I. Fossati e G. Guglielminetti                              | 30            |
| 3º        | Rino Gaetano              | Gianna                | R. Gaetano                                                  | 17            |
| 4º        | Ciro Sebastianelli        | Il buio e tu          | C. Sebastianelli, D. Pace e O. Avogadro                     | 16            |
| 5º        | Anselmo Genovese          | Tu sola               | A. Genovese e L. Capello                                    | 12            |
| 6º        | Santino Rocchetti         | Armonia e poesia      | S. Rocchetti e A. Lo Vecchio                                | 11            |
| 7º        | Schola Cantorum           | Il mio amore          | M. Luberti e E. Fusco                                       | 9             |
| 8º        | Laura Luca                | Domani domani         | G. Pieretti e A. Nicorelli                                  | 4             |
| 9º        | Daniel Sentacruz Ensemble | 1/2 notte             | Zacar, S. Grieco, C. Dammicco e Sentacruz                   | 2             |
| F         | Donato Ciletti            | Anna Anna             | D. Pace, O. Avogadro, D. Ciletti e C. Cavallaro             |               |
| F         | Roberto Carrino           | N 'addore 'e castagne | R. Carrino e M. Coppola                                     |               |
| F         | Dora Moroni               | Ora                   | F. Marino, E. Intra, C. Rego e D. Rettore                   |               |
| F         | Marco Ferradini           | Quando Teresa verrà   | S. Luca e M. Ferradini                                      |               |
| F         | Beans                     | Soli                  | A. Bella e G. Bella                                         |               |

## Regolamento

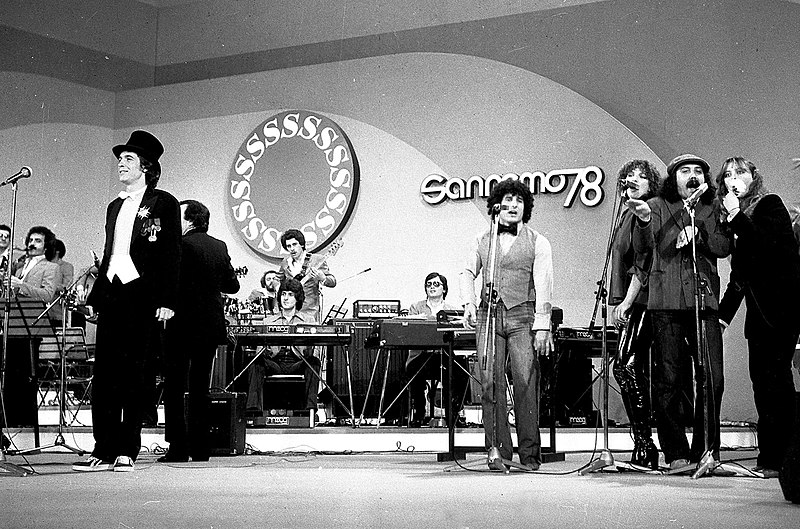
Rino Gaetano e i Pandemonium al Festival

Un'interpretazione per brano, i 14 partecipanti sono divisi nelle categorie "Cantautori", "Complessi" e "Interpreti". Inizialmente erano state ammesse 5 canzoni per ogni categoria, ma uno dei complessi, dichiara in onda lo stesso Salvetti, viene escluso in extremis perché il loro brano risulta già edito, dunque partecipano alla manifestazione solo 4 "Complessi". Tutti i brani vengono ripetuti nella prima serata e partecipano alla finale direttamente, durante la quale vengono ridotti a 9 con una prima votazione.
L'identità del quinto complesso è controversa: Maurizio Arcieri dei Krisma rivendica per sé la possibilità di esibirsi al Festival. Diverse fonti indicano i La Strana Società già presenti nel 1976 e 1977. Infine, ha definitivamente perso quota l'ipotesi secondo cui il complesso squalificato sarebbero stati I Romans.
I nove della seconda fase ripropongono il brano in versione ridotta ed è su questi che viene stilata la classifica finale.
Dopo la proclamazione, i tre brani vincitori vennero riproposti in playback e, per quel che riguarda "Gianna" e "Un'emozione da poco", in versione ridotta.
Al termine della prima serata, la RAI trasmise uno special intitolato "Sanremo anteprima", ove i cantanti su base eseguivano un pezzetto della canzone e poi i giornalisti dalle prime due file facevano dei commenti.

## Serata finale

### Prima fase
Nella serata finale i voti della prima fase venivano espressi da cinque giurie poste a Genova, Venezia, Bologna, Firenze e Bari. Si esibirono dapprima i cinque della categoria interpreti, seguiti dai quattro della categoria complessi per finire con i cinque della categoria cantautori.
Categoria Interpreti
- Eliminati nella prima fase

| Ordine di uscita | Artista           | Brano               |
| ---------------- | ----------------- | ------------------- |
| 1                | Laura Luca        | Domani domani       |
| 2                | Donato Ciletti    | Anna Anna           |
| 3                | Dora Moroni       | Ora                 |
| 4                | Santino Rocchetti | Armonia e poesia    |
| 5                | Anna Oxa          | Un'emozione da poco |

Categoria Complessi
- Eliminati nella prima fase

| Ordine di uscita | Artista                   | Brano           |
| ---------------- | ------------------------- | --------------- |
| 1                | Schola Cantorum           | Il mio amore    |
| 2                | Beans                     | Soli            |
| 3                | Daniel Sentacruz Ensemble | 1/2 notte       |
| 4                | Matia Bazar               | ...e dirsi ciao |

Categoria Cantautori
- Eliminati nella prima fase

| Ordine di uscita | Artista            | Brano                 |
| ---------------- | ------------------ | --------------------- |
| 1                | Anselmo Genovese   | Tu sola               |
| 2                | Rino Gaetano       | Gianna                |
| 3                | Roberto Carrino    | N 'addore 'e castagne |
| 4                | Marco Ferradini    | Quando Teresa verrà   |
| 5                | Ciro Sebastianelli | Il buio e tu          |

### Seconda fase
Nella seconda fase i nove finalisti rimasti (tre per ciascuna categoria, con lo stesso ordine di uscita della prima fase, ad eccezione degli artisti eliminati nella prima fase) ripropongono il brano in versione ridotta e vengono sottoposti a una seconda votazione sulla quale viene stilata la classifica finale.
Dopo la proclamazione, i primi tre brani classificati vennero riproposti in playback; per quanto riguarda il secondo (Un'emozione da poco) e il terzo classificato (Gianna) in versione ridotta, mentre la canzone vincitrice (...e dirsi ciao) come da prassi, in versione integrale.
- Vincitore
- Secondo classificato
- Terzo classificato
- Quarto classificato
- Quinto classificato

Categoria Interpreti
| Ordine di uscita | Artista           | Brano               | Voti | Posizione |
| ---------------- | ----------------- | ------------------- | ---- | --------- |
| 1                | Laura Luca        | Domani domani       | 4    | 8° posto  |
| 2                | Santino Rocchetti | Armonia e poesia    | 11   | 6° posto  |
| 3                | Anna Oxa          | Un emozione da poco | 30   | 2° posto  |

Categoria Complessi
| Ordine di uscita | Artista                   | Brano           | Voti | Posizione |
| ---------------- | ------------------------- | --------------- | ---- | --------- |
| 1                | Schola Cantorum           | Il mio amore    | 9    | 7° posto  |
| 2                | Daniel Sentacruz Ensemble | 1/2 notte       | 2    | 9° posto  |
| 3                | Matia Bazar               | ...e dirsi ciao | 34   | 1° posto  |

Categoria Cantautori
| Ordine di uscita | Artista            | Brano        | Voti | Posizione |
| ---------------- | ------------------ | ------------ | ---- | --------- |
| 1                | Anselmo Genovese   | Tu sola      | 12   | 5° posto  |
| 2                | Rino Gaetano       | Gianna       | 17   | 3° posto  |
| 3                | Ciro Sebastianelli | Il buio e tu | 16   | 4° posto  |

## Orchestra
Orchestra diretta dal maestro El Pasador.

## Sigla
Paolo Zavallone (El Pasador) - Jeans Flower

## Ospiti cantanti
Nella serata finale del Festival:
- Asha Puthli ("The devil is loose")
- Belle Époque ("Bamalama")
- Bonnie Tyler ("It's a Heartache")
- Grace Jones ("La vie en rose")
- Sheila & B. Devotion ("Singing In The Rain")

Nel Galà delle Nazioni:
- El Pasador ("Mucho Mucho")
- Maggie MacNeal ("Winter in Berlin")
- Loredana Bertè ("Grida")
- Pablo Abraira ("Falco e poi colomba")
- Fred Bongusto
- Asha Puthli ("I'm gonna dance")
- Gigliola Cinquetti ("Un paese vuol dire" dal vivo)
- Riccardo Cocciante ("A mano a mano" e "Storie")
- Patty Pravo ("Pensiero stupendo" e "Bello")
- Julio Iglesias ("Sono un pirata, sono un signore")
- Bonnie Tyler ("It's a Heartache")
- Grace Jones ("La vie en rose")
- Michele Maisano & Magic Circus ("Amico Elvis")

Fred Bongusto e Julio Iglesias presentarono una fantasia dei loro successi.